# ويتني بورت
ويتني إيف بورت (بالإنجليزية: Whitney Port)‏ (ولدت في 4 مارس 1985) شخصية تلفزيونية ومصمم أزياء، ومؤلف أمريكية.
في عام 2006، اشتهرت أكثر بعد أن تألقت في المسلسل التلفزيوني الواقع هيلز ، لأضاءة على حياتها الشخصية والمهنية مع لورين كونراد، هايدي مونتاج، و أودرينا باتريدج. بعد انتقالها إلى مدينة نيويورك لبدء فترة تدريب مع ديان فون فورستنبرغ عام 2008، كُلِّفت بورت ببطولة مسلسلها المشتق "المدينة"، الذي وثَّق في الأصل حياة بورت ورفاقها جاي ليون وأوليفيا باليرمو وآدم سين. بعد إجراء العديد من التعديلات على طاقم التمثيل وتحقيق نسب مشاهدة عالية، أُلغي المسلسل عام 2010 بعد موسمين فقط، وذلك بسبب ارتفاع تكاليف الإنتاج. أطلقت بورت خط أزيائها "ويتني إيف" عام 2009. وفي عام 2012، شاركت كعضو لجنة تحكيم في الدورة الثامنة من برنامج "أفضل عارضة أزياء في بريطانيا وأيرلندا".
في عام 2009 أطلقت بورت خطها الأزياء «ويتني إيف», كما ظهرت حكم في الدورة الثامنة من برنامج بريطانيا نيكست توب موديل في عام 2012 .

## نشأتها
وُلدت ويتني إيف بورت في لوس أنجلوس لوالديها جيفري وفيكي (ني ووسكوف). كان والدها يمتلك شركة أزياء تُدعى Swarm. لبورت شقيق يُدعى رايان وثلاث شقيقات هنّ آشلي، وبايج، وجايد، ونشأت في أسرة يهودية. درست بورت في مدرسة وارنر أفينيو الابتدائية ومدرسة كروسرودز، إلى جانب زميليها في مسلسل "ذا هيلز"، سبنسر وستيفاني برات. في عام 2007، تخرجت من جامعة جنوب كاليفورنيا بدرجة بكالوريوس في دراسات النوع الاجتماعي. بعد ذلك، تدربت بورت في مجلتي ومن وير ديلي ودبليو.

## حياتها الشخصية
في مارس 2013، توفي والد ويتني، جيفري بورت، بعد صراع مع سرطان الكلى استمر عامًا. في نوفمبر 2013، أعلنت خطوبتها على منتجها السابق في مسلسل "ذا سيتي"، تيم روزنمان، الذي بدأت علاقتهما عام 2012. تزوجا في 7 نوفمبر 2015. أنجب بورت وروزنمان ابنًا، سوني سانفورد روزنمان، في 27 يوليو 2017. عانت بورت من حمل كيميائي، وثلاث حالات إجهاض، في يوليو 2019، ويناير 2020، ونوفمبر 2021.

## روابط خارجية
- موقع ويتني بورت الرسمي
- موقع ويتني إيف الرسمي
- whitneyEVEportعلى تويتر.
- موقع معجبي ويتني
- ويتني بورت على موقع IMDb (الإنجليزية)
- ويتني بورت على موقع قاعدة بيانات الفيلم (الإنجليزية)
- Whitney Port at تي في دوت كوم
- Hot Shots: Whitney Port And Ben Nemtin Paint The Town Yellow